# Duron
AMD Duron (МФА: [djuːrɒn], «Дюрон»; от лат. durus) — линейка x86-совместимых микропроцессоров, выпускавшаяся компанией AMD в 2000—2004 годах и ориентированная на потребительский рынок.
Процессор Duron основан на архитектуре K7. Был анонсирован 19 июня 2000 года и нацелен на рынок недорогих компьютеров, где составлял конкуренцию процессорам Intel Celeron. Единственным отличием ядра процессоров Duron от более дорогих AMD Athlon и Athlon XP был уменьшенный до 64 кБ размер кэша второго уровня. Изначально процессоры Athlon и Duron имели одинаковую частоту системной шины, а в более поздних моделях Athlon шина работала на большей частоте, чем у Duron.

## Общая информация

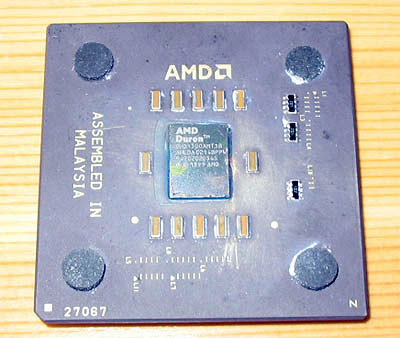
AMD Duron 1300

Процессоры Duron выполнены в корпусе типа FCPGA и предназначены для установки в системные платы с 462-контактным гнездовым разъёмом Socket A.
Корпус процессоров Duron представляет собой подложку из керамического (ядра Spitfire и Morgan) или органического (зелёного или коричневого цвета) материала (ядро Applebred) с установленным на ней открытым кристаллом на лицевой стороне и контактами на обратной (453 контакта). На стороне кристалла расположены SMD-элементы, а также контакты, задающие напряжение питания, частоту и размер включённой кэш-памяти второго уровня (обычно называемые мостиками). Контакты располагаются группами, которые имеют обозначения L1 — L7 в процессорах на ядре Spitfire, L1 — L11 в процессорах на ядре Morgan и L1 — L12 в процессорах на ядре Applebred. В поздних процессорах на ядре Applebred использовалась также «безмостиковая» упаковка, в которой конфигурационные контакты скрыты под слоем лака.
Маркировка процессоров на ядрах Spitfire и Morgan нанесена на кристалл процессора, а процессоров на ядре Applebred — на наклейку, расположенную возле кристалла.
Изначально кристалл не был защищён от сколов, которые могли происходить в результате перекоса радиатора при его неправильной установке неквалифицированными пользователями, однако вскоре появилась защита от перекосов в виде четырёх круглых прокладок, расположенных в углах подложки. Несмотря на наличие прокладок, при неаккуратной установке радиатора неопытными пользователями кристалл всё же мог получать трещины и сколы (процессоры с такими повреждениями обычно назывались «ко́лотыми»).
В ряде случаев процессор, получивший существенные повреждения кристалла (сколы до 2—3 мм с угла), продолжал работать без сбоев или с редкими сбоями, в то же время, процессор с незначительными сколами мог полностью выйти из строя.
Простейшим способом проверки на «колотость» процессора (без использования лупы и микроскопа) была «проверка ногтем» — по граням кристалла проводили ногтем. В случае наличия сколов палец явно ощущал шероховатость. Сколы углов кристалла определялись визуально. Однако соблюдение мер предосторожности при сборке или установка опытным сборщиком, вместо самостоятельной установки, исключали механические повреждения процессоров с открытым ядром, таких, как процессоры семейства AMD K7 или Intel Pentium III и Celeron с ядром Coppermine.

## Модели
Первые процессоры Duron (Spitfire) предназначались для недорогих настольных компьютеров и производились по 180-нм технологии. Они отличались от процессоров AMD Athlon (Thunderbird) уменьшенным до 64 Кб кэшем второго уровня. На базе ядра Spitfire производились также процессоры для ноутбуков — Mobile Duron, отличавшиеся пониженным напряжением питания и наличием энергосберегающей технологии PowerNow!.
Дальнейшим развитием семейства десктопных Duron стало ядро Morgan (180 нм), отличавшееся от предшественника наличием блока инструкций SSE. Ядро Morgan было создано на основе ядра Palomino процессоров AMD Athlon XP и отличалось от него уменьшенным до 64 Кб кэшем второго уровня и меньшей частотой системной шины – 100 МГц против 133 МГц у процессоров Athlon XP.
Ядро Camaro, предназначенное для мобильных компьютеров, отличалось от ядра Morgan пониженным напряжением питания и наличием энергосберегающей технологии PowerNow!.
Последним ядром, использованным в процессорах семейства Duron стало ядро Applebred (130 нм), представлявшее собой ядро Thoroughbred (Athlon XP) с частично отключённым кэшем второго уровня.
В 2004 году на смену процессорам Duron пришло семейство процессоров AMD Sempron.
| Тактовая частота (МГц) | 600          | 650          | 700          | 750             | 800             | 850           | 900           | 950         |
| Частота FSB (МГц)      | 200          | 200          | 200          | 200             | 200             | 200           | 200           | 200         |
| Анонсирован            | 19 июня 2000 | 19 июня 2000 | 19 июня 2000 | 5 сентября 2000 | 17 октября 2000 | 8 января 2001 | 2 апреля 2001 | 6 июня 2001 |

| Тактовая частота (МГц) | 1000            | 1100           | 1200           | 1300           |
| Частота FSB (МГц)      | 200             | 200            | 200            | 200            |
| Анонсирован            | 20 августа 2001 | 1 октября 2001 | 15 ноября 2001 | 21 января 2002 |

| Тактовая частота (МГц) | 1400            | 1600            | 1800            |
| Частота FSB (МГц)      | 266             | 266             | 266             |
| Анонсирован            | 21 августа 2003 | 21 августа 2003 | 21 августа 2003 |

| Тактовая частота (МГц) | 800         | 850         | 900             | 950            | 1000            | 1100           | 1200           | 1300           |
| Частота FSB (МГц)      | 200         | 200         | 200             | 200            | 200             | 200            | 200            | 200            |
| Анонсирован            | 14 мая 2001 | 14 мая 2001 | 20 августа 2001 | 12 ноября 2001 | 17 декабря 2001 | 30 января 2002 | 30 января 2002 | 30 января 2002 |

### Duron

#### Spitfire (Model 3)

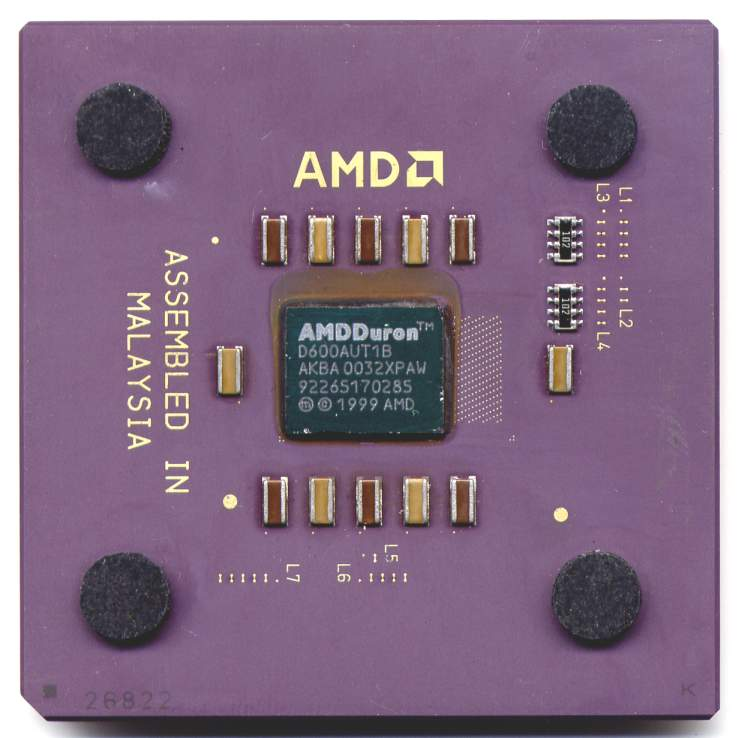
AMD Duron (Spitfire)

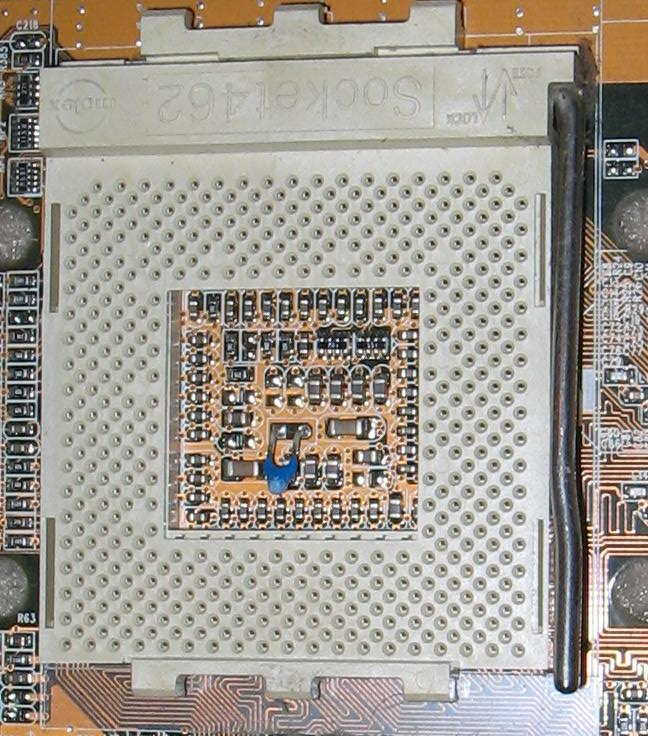
Разъём Socket A с термодатчиком

Первое ядро, использованное в процессорах Duron, представляет собой ядро процессора AMD Athlon с уменьшенным до 64 кБ объёмом кэш-памяти второго уровня. В отличие от кристалла процессоров Celeron, представлявших собой Pentium III с частично отключённым кэшем, кристалл процессора Duron содержит лишь необходимые 64 кБ. Это позволило сократить количество транзисторов и уменьшить площадь кристалла, тем самым увеличив выход годных кристаллов и удешевив производство.
Как и процессор Athlon, Duron имеет кэш-память первого уровня объёмом 128 кБ (64 кБ — кэш инструкций и 64 кБ — кэш данных), что вдвое превышает объём кэш-памяти второго уровня.
Такое уменьшение объёма кэш-памяти второго уровня в процессорах Duron возможно за счёт использования эксклюзивной архитектуры кэш-памяти, когда данные, хранящиеся в кэше первого уровня, не дублируются в кэше второго уровня. Таким образом, эффективный объём кэш-памяти в процессорах Duron составляет 192 кБ, в то время как эффективный объём кэш-памяти процессоров Celeron, имеющей инклюзивную архитектуру, равен объёму кэша второго уровня — 128 кБ.
Благодаря более эффективной архитектуре кэш-памяти, влияние объёма кэш-памяти на производительность в процессорах архитектуры K7 менее заметно. Это позволяет использовать память с более высокими задержками и с меньшей пропускной способностью без потери производительности.
Процессоры Duron, как и Athlon Thunderbird, имеют 16-канальный ассоциативный кэш второго уровня, в то время как степень ассоциативности кэш-памяти второго уровня процессоров Celeron (4 канала) вдвое уменьшена по сравнению с процессорами Pentium III. Таким образом, эффективность кэширования у процессоров Duron снижается только за счёт уменьшения объёма кэш-памяти второго уровня.
Недостатками процессоров Duron являются более высокая латентность кэш-памяти по сравнению с процессорами Celeron, а также небольшая ширина шины кэш-памяти второго уровня — 64 бит (Celeron имеет 256-битную шину), что несколько снижает производительность подсистемы памяти.
Как и AMD Athlon, процессоры Duron работают с системной шиной Alpha EV6, лицензированной компанией AMD у DEC. Отличительной особенностью этой шины является передача данных по обоим фронтам тактового импульса. Таким образом, эффективная частота шины в два раза превышает базовую.
Процессоры Duron на ядре Spitfire выпускались по 180-нм технологии, содержали 25 млн транзисторов, площадь кристалла составляла 100 мм². Системная шина работала на частоте 100 МГц (эффективная частота — 200 МГц).
Напряжение питания составляло 1,6 В. Максимальное тепловыделение составляло 41,5 Вт.
Процессоры Duron, как и Athlon, не имели встроенных средств измерения температуры ядра. Измерение осуществлялось с помощью датчика, расположенного под процессором («подсокетный датчик») и отличалось низкой точностью. Зачастую датчик не контактировал с корпусом процессора, а измерял температуру воздуха возле процессора. Эффективность термозащиты в процессорах Duron на ядре Spitfire была недостаточной в ситуации включения без радиатора или в маловероятной ситуации разрушения его крепления, что при установке процессора неопытными пользователями могло привести к выходу его из строя в результате перегрева.

#### Morgan (Model 7)

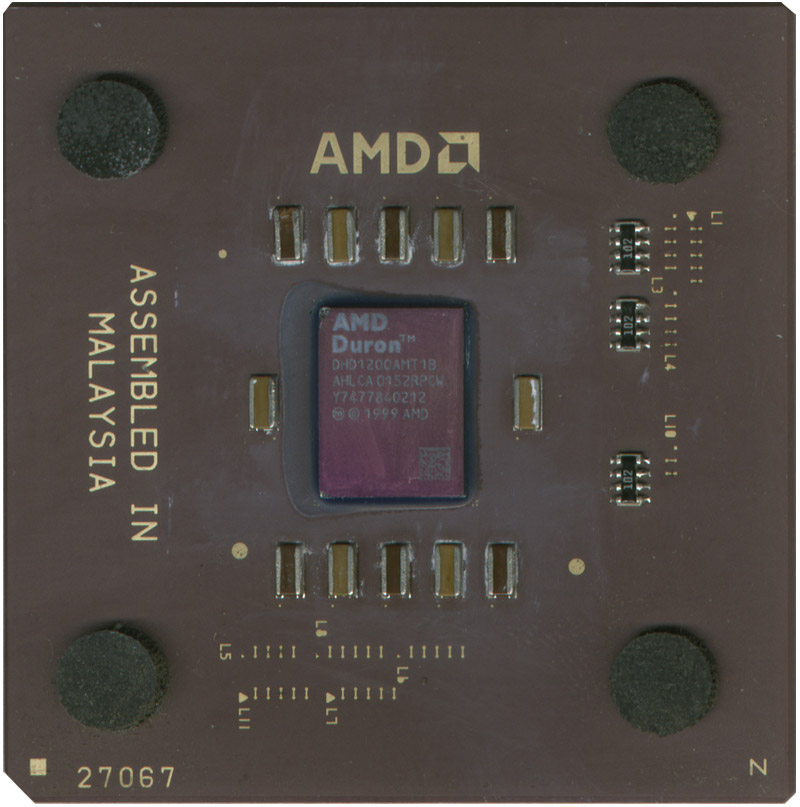
AMD Duron (Morgan)

20 августа 2001 года компания AMD анонсировала процессор Duron, построенный на новом ядре — Morgan. Это ядро представляет собой ядро процессора AMD Athlon XP (Palomino) с уменьшенным до 64 кБ объёмом кэш-памяти второго уровня.
Процессор AMD Duron на ядре Morgan вышел раньше, чем Athlon XP на ядре Palomino. До этого момента процессоры, нацеленные на рынок высокопроизводительных систем выходили раньше, чем процессоры для недорогих компьютеров, созданные на их основе. В случае с ядром Palomino первыми процессорами на этом ядре были мобильные Athlon 4, анонсированные 14 мая 2001 года. 5 июня вышли серверные процессоры Athlon MP, а 20 августа — Duron на ядре Morgan. Процессоры Athlon XP были анонсированы 9 октября 2001 года.
Основными нововведениями, представленными в ядре Morgan, являются наличие блока инструкций SSE, а также наличие механизма аппаратной предвыборки данных (hardware prefetch). Благодаря этим нововведениям производительность процессоров Duron на ядре Morgan на 2—5 процентов превышает производительность процессоров на ядре Spitfire при одинаковой тактовой частоте.
Кроме того, процессоры Duron на ядре Morgan имеют встроенный датчик температуры (термодиод), что позволяет при использовании системной платы, поддерживающей работу с этим датчиком, организовать более эффективную защиту от перегрева, чем при использовании внешнего термодатчика. Однако в связи с тем, что некоторые производители системных плат, особенно в первое время после начала выпуска процессоров Athlon XP и Duron со встроенным датчиком температуры, нарушали рекомендации AMD по термозащите, защита могла быть неэффективной при включении без радиатора или разрушении его крепления. Тем не менее эффективность термозащиты в процессорах Duron была достаточной для защиты процессора в обычных условиях эксплуатации, защищая от таких ситуаций, как остановка кулера.
Процессоры Duron на ядре Morgan по-прежнему выпускались по 180-нм технологии, содержали 25,2 млн транзисторов, площадь кристалла составляла 105,68 мм². Системная шина, как и в процессорах на ядре Spitfire, работала на частоте 100 МГц (эффективная частота — 200 МГц). Напряжение питания для обеспечения стабильной работы на более высоких частотах (до 1,3 ГГц) было повышено до 1,75 В. В связи с этим возросло и тепловыделение процессоров (до 60 Вт), несмотря на проведённый редизайн ядра, направленный на его снижение.
Предполагалось, что дальнейшим развитием линейки Duron станет 130-нм ядро Appaloosa, однако в начале 2002 года это ядро исчезло из официальных планов компании AMD. Была выпущена лишь небольшая партия инженерных образцов.

#### Applebred (Model 8)

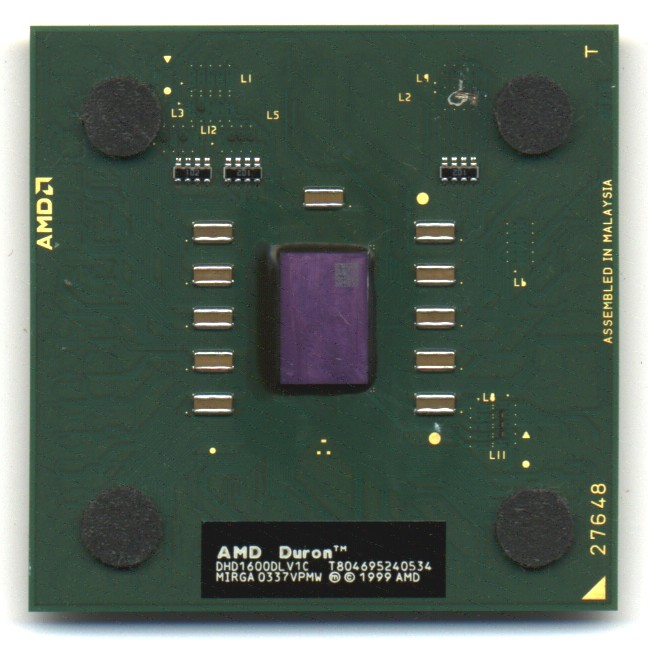
AMD Duron (Applebred)

21 августа 2003 года были анонсированы последние представители линейки бюджетных процессоров AMD Duron. Они представляли собой процессоры Athlon XP на ядре Thoroughbred с частично отключённым кэшем второго уровня и отличались от предшественников повышенной до 266 МГц частотой системной шины, несколько меньшими напряжением питания (1,5 В) и тепловыделением (57 Вт).
Процессоры Duron на ядре Applebred, как и Athlon XP на ядре Thoroughbred, выпускались по 130-нм технологии, содержали 37,2 млн транзисторов (часть из которых приходилась на отключённый кэш), площадь кристалла составляла 80,89 мм² у ядра ревизии A0 и 84,66 мм² у ядра ревизии B0.
В связи с тем, что процессоры на ядре Applebred физически имели 256 кБ кэш-памяти второго уровня, которая с большой вероятностью могла быть работоспособной, был найден способ включения всех 256 кБ путём замыкания определённых контактов, расположенных на подложке процессора. При успешном включении кэш-памяти второго уровня, процессор Duron превращался в Athlon XP на ядре Thoroughbred.
28 июля 2004 года были анонсированы первые процессоры нового семейства бюджетных процессоров компании AMD — Sempron (часть из которых выпускалась на основе ядра Thoroughbred B0), пришедшего на смену семейству Duron.

### Mobile Duron
Процессоры Mobile Duron выпускались на базе ядер Spitfire и Morgan (мобильный вариант ядра Morgan носит название Camaro) и отличались от десктопных Duron пониженными напряжением питания (1,4—1,5 В) и тепловыделением (до 35 Вт), а также наличием поддержки технологии PowerNow!, позволявшей в процессе работы управлять тактовой частотой и напряжением питания. В моменты простоя процессоров напряжение снижалось до 1,2 В, а частота — до 300 МГц. Это позволяло на треть снизить энергопотребление процессора, тем самым продлевая время автономной работы ноутбука.
Mobile Duron, как и десктопные процессоры, выпускались в корпусе FCPGA c 453 контактами и устанавливались в 462-контактный разъём Socket A.

## Положение на рынке и сравнение с конкурентами
Процессоры Duron предназначались для рынка недорогих компьютеров как альтернатива более дорогим AMD Athlon и в качестве конкурента бюджетным процессорам компании Intel — семейству Celeron. На рынке процессоры Duron присутствовали с момента анонса в июне 2000 года и до выхода нового семейства недорогих процессоров AMD Sempron в июле 2004 года. Параллельно с Duron существовали следующие x86-процессоры:
- AMD Athlon, Athlon XP. Предназначался для рынка высокопроизводительных компьютеров. Опережал Duron за счёт большего объёма кэша второго уровня, а позже и за счёт более высокой частоты системной шины[10].
- Intel Pentium III. Предназначался для рынка высокопроизводительных компьютеров. Незначительно опережал равночастотный Duron в ряде задач[10].
- Intel Pentium 4. Предназначался для рынка высокопроизводительных компьютеров. Серьёзно уступал всем конкурентам на равных частотах, однако за счёт архитектуры NetBurst имел значительно более высокий частотный потенциал, что позволяло их опережать в оптимизированных под эту архитектуру приложениях. В некоторых приложениях, которые не были оптимизированы под архитектуру NetBurst и не использовали набор инструкций SSE2, мог уступать даже Duron со значительно меньшей частотой[11].
- Intel Celeron (Coppermine-128). Конкурировал с процессорами Duron на ядре Spitfire. Уступал во многих задачах за счёт медленной системной шины, превосходил Duron в задачах, оптимизированных под набор инструкций SSE[10][12]
- Intel Celeron (Tualatin-256). Имел приблизительно равную производительность с процессорами Duron на ядре Morgan, в зависимости от вида задачи опережая конкурента или уступая ему[13][14].
- Intel Celeron (Willamette-128, Northwood-128). Конкурировал с процессорами Duron на ядре Applebred. Уступал во многих задачах даже при гораздо более высокой частоте[15].
- VIA C3. Предназначался для компьютеров с низким энергопотреблением, имел крайне низкую производительность и уступал всем конкурирующим процессорам[14].
- Transmeta Crusoe. Предназначался для использования в портативных компьютерах. Имел очень низкое энергопотребление, по производительности немного отставал от равночастотного Duron.

## Технические характеристики
| [ 16 ] [ 17 ]                                            | Spitfire                                                                        | Spitfire                                                                        | Morgan                                                                             | Camaro                                                                             | Applebred                                                                          |
| -------------------------------------------------------- | ------------------------------------------------------------------------------- | ------------------------------------------------------------------------------- | ---------------------------------------------------------------------------------- | ---------------------------------------------------------------------------------- | ---------------------------------------------------------------------------------- |
| [ 16 ] [ 17 ]                                            | Десктопный                                                                      | Мобильный                                                                       | Десктопный                                                                         | Мобильный                                                                          | Десктопный                                                                         |
| Тактовая частота                                         |                                                                                 |                                                                                 |                                                                                    |                                                                                    |                                                                                    |
| Частота ядра, МГц                                        | 600—950                                                                         | 600—700                                                                         | 1000—1300                                                                          | 800—1300                                                                           | 1400—1800                                                                          |
| Частота FSB, МГц                                         | 200                                                                             | 200                                                                             | 200                                                                                | 200                                                                                | 266                                                                                |
|                                                          |                                                                                 |                                                                                 |                                                                                    |                                                                                    |                                                                                    |
| Характеристики ядра                                      |                                                                                 |                                                                                 |                                                                                    |                                                                                    |                                                                                    |
| Набор инструкций                                         | IA-32, MMX, 3DNow!, Extended 3DNow!                                             | IA-32, MMX, 3DNow!, Extended 3DNow!                                             | IA-32, MMX, 3DNow!, Extended 3DNow!, SSE                                           | IA-32, MMX, 3DNow!, Extended 3DNow!, SSE                                           | IA-32, MMX, 3DNow!, Extended 3DNow!, SSE                                           |
| Разрядность регистров                                    | 32 бит (целочисленные), 80 бит (вещественночисленные), 64 бит (MMX)             | 32 бит (целочисленные), 80 бит (вещественночисленные), 64 бит (MMX)             | 32 бит (целочисленные), 80 бит (вещественночисленные), 64 бит (MMX), 128 бит (SSE) | 32 бит (целочисленные), 80 бит (вещественночисленные), 64 бит (MMX), 128 бит (SSE) | 32 бит (целочисленные), 80 бит (вещественночисленные), 64 бит (MMX), 128 бит (SSE) |
| Глубина конвейера                                        | Целочисленный: 10 стадий, вещественночисленный: 15 стадий                       | Целочисленный: 10 стадий, вещественночисленный: 15 стадий                       | Целочисленный: 10 стадий, вещественночисленный: 15 стадий                          | Целочисленный: 10 стадий, вещественночисленный: 15 стадий                          | Целочисленный: 10 стадий, вещественночисленный: 15 стадий                          |
| Разрядность ША                                           | 43 бит                                                                          | 43 бит                                                                          | 43 бит                                                                             | 43 бит                                                                             | 43 бит                                                                             |
| Разрядность ШД                                           | 64 бит + 8 бит ECC                                                              | 64 бит + 8 бит ECC                                                              | 64 бит + 8 бит ECC                                                                 | 64 бит + 8 бит ECC                                                                 | 64 бит + 8 бит ECC                                                                 |
| Аппаратная предвыборка данных                            | нет                                                                             | нет                                                                             | есть                                                                               | есть                                                                               | есть                                                                               |
| Количество транзисторов, млн.                            | 25                                                                              | 25                                                                              | 25,2                                                                               | 25,2                                                                               | 37,2                                                                               |
|                                                          |                                                                                 |                                                                                 |                                                                                    |                                                                                    |                                                                                    |
| Кэш L1                                                   |                                                                                 |                                                                                 |                                                                                    |                                                                                    |                                                                                    |
| Кэш данных                                               | 64 кБ, 2-канальный наборно-ассоциативный, длина строки — 64 байта, двухпортовый | 64 кБ, 2-канальный наборно-ассоциативный, длина строки — 64 байта, двухпортовый | 64 кБ, 2-канальный наборно-ассоциативный, длина строки — 64 байта, двухпортовый    | 64 кБ, 2-канальный наборно-ассоциативный, длина строки — 64 байта, двухпортовый    | 64 кБ, 2-канальный наборно-ассоциативный, длина строки — 64 байта, двухпортовый    |
| Кэш инструкций                                           | 64 кБ, 2-канальный наборно-ассоциативный, длина строки — 64 байта               | 64 кБ, 2-канальный наборно-ассоциативный, длина строки — 64 байта               | 64 кБ, 2-канальный наборно-ассоциативный, длина строки — 64 байта                  | 64 кБ, 2-канальный наборно-ассоциативный, длина строки — 64 байта                  | 64 кБ, 2-канальный наборно-ассоциативный, длина строки — 64 байта                  |
|                                                          |                                                                                 |                                                                                 |                                                                                    |                                                                                    |                                                                                    |
| Кэш L2                                                   |                                                                                 |                                                                                 |                                                                                    |                                                                                    |                                                                                    |
| Объём, кБ                                                | 64                                                                              | 64                                                                              | 64                                                                                 | 64                                                                                 | 64                                                                                 |
| Частота                                                  | частота ядра                                                                    | частота ядра                                                                    | частота ядра                                                                       | частота ядра                                                                       | частота ядра                                                                       |
| Разрядность BSB                                          | 64 бит + 8 бит ECC                                                              | 64 бит + 8 бит ECC                                                              | 64 бит + 8 бит ECC                                                                 | 64 бит + 8 бит ECC                                                                 | 64 бит + 8 бит ECC                                                                 |
| Организация                                              | Объединённый, наборно-ассоциативный, эксклюзивный; длина строки — 64 байта      | Объединённый, наборно-ассоциативный, эксклюзивный; длина строки — 64 байта      | Объединённый, наборно-ассоциативный, эксклюзивный; длина строки — 64 байта         | Объединённый, наборно-ассоциативный, эксклюзивный; длина строки — 64 байта         | Объединённый, наборно-ассоциативный, эксклюзивный; длина строки — 64 байта         |
| Ассоциативность                                          | 16-канальный                                                                    | 16-канальный                                                                    | 16-канальный                                                                       | 16-канальный                                                                       | 16-канальный                                                                       |
|                                                          |                                                                                 |                                                                                 |                                                                                    |                                                                                    |                                                                                    |
| Интерфейс                                                |                                                                                 |                                                                                 |                                                                                    |                                                                                    |                                                                                    |
| Разъём                                                   | Socket A                                                                        | Socket A                                                                        | Socket A                                                                           | Socket A                                                                           | Socket A                                                                           |
| Корпус                                                   | керамический FCPGA                                                              | керамический FCPGA                                                              | керамический FCPGA                                                                 | керамический FCPGA                                                                 | органический FCPGA                                                                 |
| Шина                                                     | EV6 (DDR)                                                                       | EV6 (DDR)                                                                       | EV6 (DDR)                                                                          | EV6 (DDR)                                                                          | EV6 (DDR)                                                                          |
|                                                          |                                                                                 |                                                                                 |                                                                                    |                                                                                    |                                                                                    |
| Технологические, электрические и тепловые характеристики |                                                                                 |                                                                                 |                                                                                    |                                                                                    |                                                                                    |
| Технология производства                                  | 180 нм. КМОП (шестислойный, алюминиевые соединения)                             | 180 нм. КМОП (шестислойный, алюминиевые соединения)                             | 180 нм. КМОП (шестислойный, алюминиевые соединения)                                | 180 нм. КМОП (шестислойный, медные соединения)                                     | 130 нм. КМОП (медные соединения)                                                   |
| Площадь кристалла, мм²                                   | 100                                                                             | 100                                                                             | 105,68                                                                             | 105,68                                                                             | 80,89 (A0), 84,66 (B0)                                                             |
| Напряжение ядра, В                                       | 1,6                                                                             | 1,4                                                                             | 1,55—1,75                                                                          | 1,5                                                                                | 1,5                                                                                |
| Напряжение цепей I/O, В                                  | 1,6                                                                             | 1,6                                                                             | 1,6                                                                                | 1,6                                                                                | 1,6                                                                                |
| Максимальное тепловыделение, Вт                          | 41,5                                                                            | 35,4                                                                            | 60,0                                                                               | 35,0                                                                               | 57,0                                                                               |
| Энергосберегающие технологии                             | —                                                                               | PowerNow!                                                                       | —                                                                                  | PowerNow!                                                                          | —                                                                                  |
|                                                          |                                                                                 |                                                                                 |                                                                                    |                                                                                    |                                                                                    |

## Наименование моделей
Маркировка процессоров Duron состоит из трёх строк. Первая строка является наименованием модели, вторая содержит информацию о ревизии ядра процессора и дате его выпуска, третья — информацию о партии процессоров.
Ниже представлена расшифровка строки наименования модели процессоров Duron с различными ядрами.
 Spitfire  (DxxxAUT1B)
- D — процессор AMD Duron.
- xxx — тактовая частота, МГц.
- A — тип корпуса (керамический PGA).
- U — напряжение питания (1,6 В).
- T — максимальная температура корпуса (90 °C).
- 1 — объём кэш-памяти второго уровня (64 кБ).
- B — частота системной шины (200 МГц).

 Mobile Spitfire  (DMxxxAVS1B)
- D — процессор AMD Duron.
- M — мобильный.
- xxx — тактовая частота, МГц.
- A — тип корпуса (керамический PGA).
- V — напряжение питания (1,4 В).
- S — максимальная температура корпуса (95 °C).
- 1 — объём кэш-памяти второго уровня (64 кБ).
- B — частота системной шины (200 МГц).

 Morgan  (DHzxxxxAyT1B)
- D — процессор AMD Duron.
- H — высокопроизводительный.
- z — тип (D: десктопный; L: с пониженным энергопотреблением).
- xxxx — тактовая частота, МГц.
- A — тип корпуса (керамический PGA).
- y — напряжение питания (H: 1,55 В; K: 1,65 В; P: 1,70 В; M: 1,75 В).
- T — максимальная температура корпуса (90 °C).
- 1 — объём кэш-памяти второго уровня (64 кБ).
- B — частота системной шины (200 МГц).

 Camaro  (DHMxxxxAyz1B)
- D — процессор AMD Duron.
- HM — высокопроизводительный мобильный.
- xxxx — тактовая частота, МГц.
- A — тип корпуса (керамический PGA).
- y — напряжение питания (V: 1,4 В; Q: 1,45 В; L: 1,5 В; H: 1,55 В; K: 1,65 В).
- z — максимальная температура корпуса (S: 95 °C; Q: 100 °C).
- 1 — объём кэш-памяти второго уровня (64 кБ).
- B — частота системной шины (200 МГц).

 Applebred  (DHDxxxxDLV1C)
- D — процессор AMD Duron.
- HD — высокопроизводительный десктопный.
- xxxx — тактовая частота, МГц.
- D — тип корпуса (органический PGA).
- L — напряжение питания (1,5 В).
- V — максимальная температура корпуса (85 °C).
- 1 — объём кэш-памяти второго уровня (64 кБ).
- C — частота системной шины (266 МГц).

## Ревизии ядер процессоров

### Duron
Spitfire 
| Ревизия | CPU Id | Примечание                                                                                    |
| ------- | ------ | --------------------------------------------------------------------------------------------- |
| A0      | 0x630h | модели D600AUT1B, D650AUT1B, D700AUT1B, D750AUT1B, D800AUT1B, D850AUT1B, D900AUT1B, D950AUT1B |
| A2      | 0x631h | модели D600AUT1B, D650AUT1B, D700AUT1B, D750AUT1B, D800AUT1B, D850AUT1B, D900AUT1B, D950AUT1B |

 Morgan 
| Ревизия | CPU Id | Примечание |
| ------- | ------ | --- |
| A0      | 0x670h | модели DHD1000AMT1B, DHD1100AMT1B, DHD1200AMT1B, DHD1300AMT1B; модели DHL1100AHT1B, DHL1000AKT1B, DHL950APT1B, DHL900AMT1B (low-power) |
| A1      | 0x671h | модели DHD1000AMT1B, DHD1100AMT1B, DHD1200AMT1B, DHD1300AMT1B; модели DHL1100AHT1B, DHL1000AKT1B, DHL950APT1B, DHL900AMT1B (low-power) |

 Applebred 
| Ревизия | CPU Id | Примечание                                      |
| ------- | ------ | ----------------------------------------------- |
| A0      | 0x680h | модели DHD1400DLV1C, DHD1600DLV1C, DHD1800DLV1C |
| B0      | 0x681h | модели DHD1400DLV1C, DHD1600DLV1C, DHD1800DLV1C |

### Mobile Duron
| Ревизия | CPU Id | Примечание |
| ------- | ------ | --- |
| sA0     | 0x630h | модели DM600AVS1B, DM700AVS1B |
| sA1     | 0x631h | модели DM600AVS1B, DM700AVS1B |
| cA0     | 0x670h | модели DHM0800ALS1B, DHM0850ALS1B, DHM0900ALS1B, DHM0950AQS1B, DHM1000ALS1B, DHM1000AVS1B, DHM1100AVS1B, DHM1200AJS1B (25 Вт); модели DHM1000AKQ1B, DHM1100AHQ1B, DHM1200AQQ1B, DHM1300ALQ1B (35 Вт) |
| cA2     | 0x671h | модели DHM0800ALS1B, DHM0850ALS1B, DHM0900ALS1B, DHM0950AQS1B, DHM1000ALS1B, DHM1000AVS1B, DHM1100AVS1B, DHM1200AJS1B (25 Вт); модели DHM1000AKQ1B, DHM1100AHQ1B, DHM1200AQQ1B, DHM1300ALQ1B (35 Вт) |

## Изменение параметров процессора
Такие параметры процессоров, как тактовая частота, напряжение питания, объём включённой кэш-памяти второго уровня (Applebred) и частота системной шины (Applebred) задаются с помощью нескольких групп контактов, расположенных на подложке процессора. Контакты могут быть либо замкнуты, либо пережжены лазером в процессе производства процессора.
Расположение контактов на подложке позволяет пользователю в домашних условиях изменять параметры процессора, соединяя разорванные контакты, либо перерезая замкнутые.
Ниже приведён список групп контактов и их функциональность для различных ядер процессоров Duron.
Spitfire
- L1 — линии, ответственные за изменение коэффициента умножения (замыкание контактов группы L1 разрешает изменение коэффициента умножения).
- L3, L4, L6 — коэффициент умножения.
- L7 — напряжение питания.

Morgan
- L1 — линии, ответственные за изменение коэффициента умножения.
- L3, L4, L10 — коэффициент умножения настольных процессоров.
- L5 — работа в многопроцессорных системах, выбор типа процессора (мобильный/десктопный).
- L6 — максимальный коэффициент умножения мобильных процессоров.
- L11 — напряжение питания.

Applebred
- L1 — линии, ответственные за изменение коэффициента умножения.
- L2, L9 — объём включённой кэш-памяти второго уровня.
- L3 — коэффициент умножения.
- L5 — работа в многопроцессорных системах, выбор типа процессора (мобильный/десктопный).
- L6 — коэффициент умножения мобильных процессоров.
- L11 — напряжение питания.
- L12 — частота системной шины.

Также возможно изменение коэффициента умножения путём замыкания контактов разъёма Socket A. Данный способ работает в том случае, если изменение коэффициента умножения не заблокировано. Существует также специальное устройство, устанавливающееся между процессором и гнездовым разъёмом и позволяющее изменять коэффициент умножения незаблокированных процессоров на ядре Applebred.
В поздних процессорах на ядре Applebred, выпущенных после 39-й недели 2003 года (а также в некоторых процессорах, выпущенных после 34-й недели), коэффициент умножения жёстко зафиксирован и не может быть разблокирован обычным способом с помощью контактов группы L1, однако существует возможность изменения типа процессора на мобильный с возможностью изменения коэффициента умножения. Данный способ работает только на системных платах с чипсетом, поддерживающим изменение множителя во время работы.
Дата выпуска процессора определяется по второй строке маркировки: четырёхзначное число после буквенного кода содержит информацию о годе и неделе выпуска. Так, например, процессор с маркировкой «MIRGA0337VPMW» выпущен на 37-й неделе 2003 года.

## Исправленные ошибки
Процессор представляет собой сложное микроэлектронное устройство, что не позволяет исключить вероятность его некорректной работы. Ошибки появляются на этапе проектирования и могут быть исправлены обновлениями микрокода процессора (прошивкой новой версии BIOS системной платы), либо выпуском новой ревизии ядра процессора. В процессорах Duron на ядре Spitfire обнаружено 24 различные ошибки, из которых 2 исправлены. В процессорах Duron на ядре Morgan обнаружено 10 различных ошибок, из которых 2 исправлены.
Далее перечислены ошибки, исправленные в различных ревизиях ядер процессора Duron. Данные ошибки присутствуют во всех ядрах, выпущенных до их исправления, начиная с ядра Spitfire A0, если не указано обратное. В процессорах на ядре Morgan ревизии A1 присутствует ошибка, в некоторых случаях не позволяющая процессору корректно работать после исправления микрокода.
 Spitfire А2
- Некорректная информация о размере кэша второго уровня, получаемая с помощью инструкции cpuid.
- Завышенное значение сопротивления на выводах ZN и ZP.

 Morgan А1
- Ошибка при очистке страницы TLB (4 МБ) с помощью инструкции INVLPG.
- Ошибка при изменении частоты в мобильных процессорах.